# 中医儿科学
中醫兒科學，是以中醫學理論體系為指導，運用中國傳統的中藥、針灸、推拿等治療方法，给儿童治病的一门学科。
自1950年代中國成立中医药高等院校以来，中醫兒科學都是中医临床教学的必修课程。

## 外部連結
- 熊秉真：〈中國兒科醫案及其在生物醫學方面的價值（页面存档备份，存于）〉。